# Оберстенфельд
Оберстенфельд (нем. Oberstenfeld) — община в Германии, в земле Баден-Вюртемберг. 
Подчиняется административному округу Штутгарт. Входит в состав района Людвигсбург.  Население составляет 7897 человек (на 31 декабря 2010 года). Занимает площадь 21,10 км².
Коммуна подразделяется на 3 сельских округа.

## Достопримечательности
- Замок Лихтенберг

## Фотографии

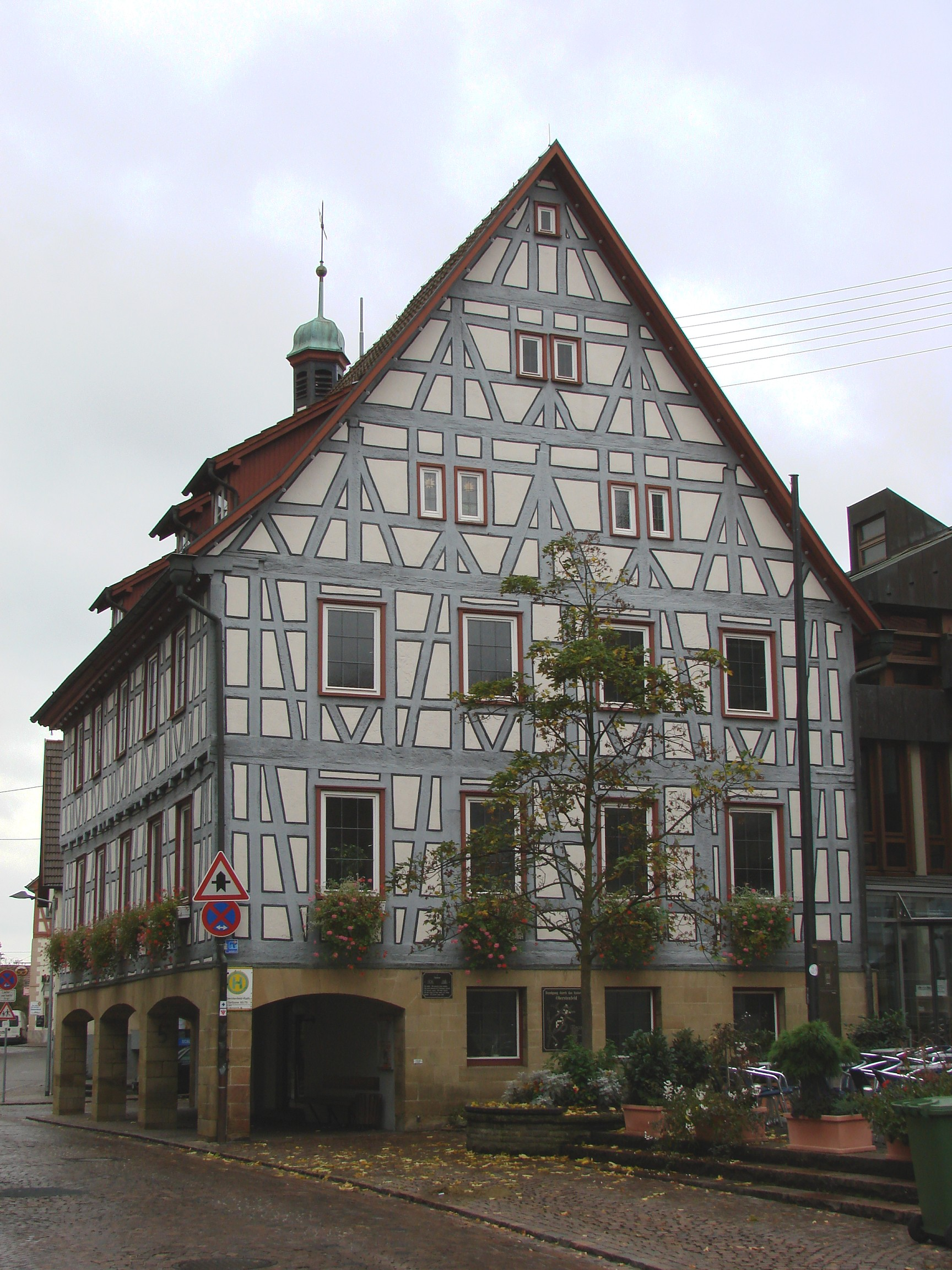
Ратуша
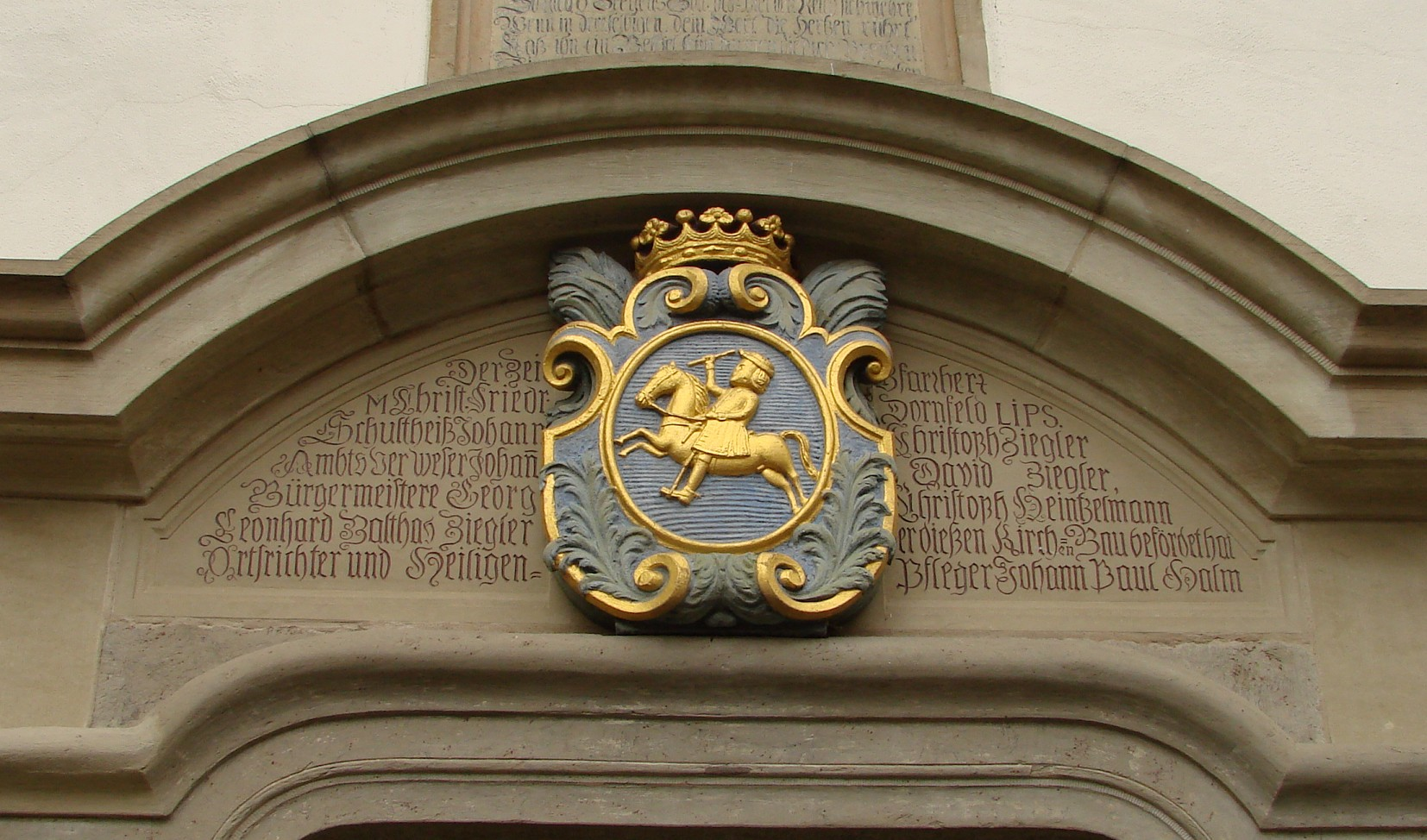
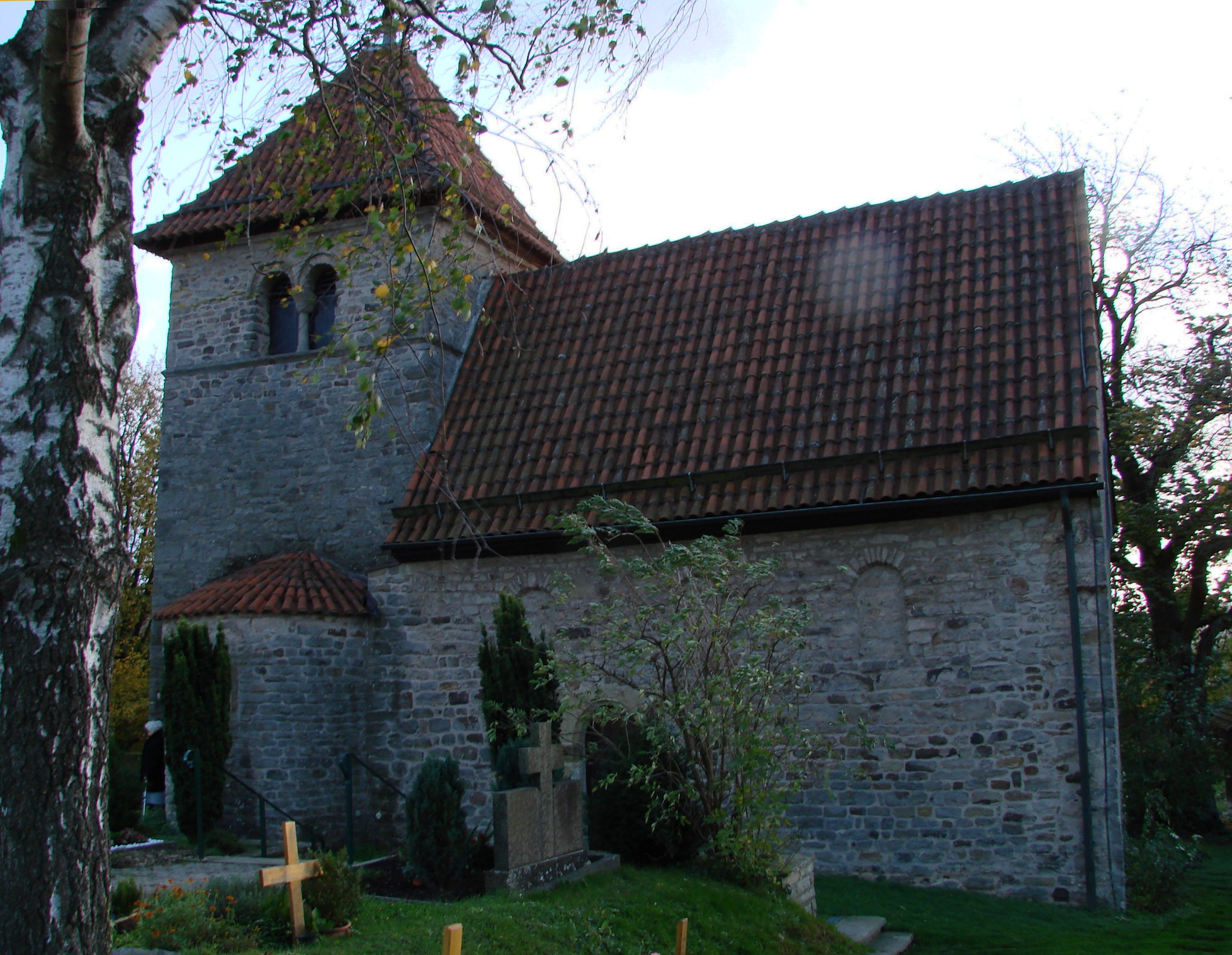
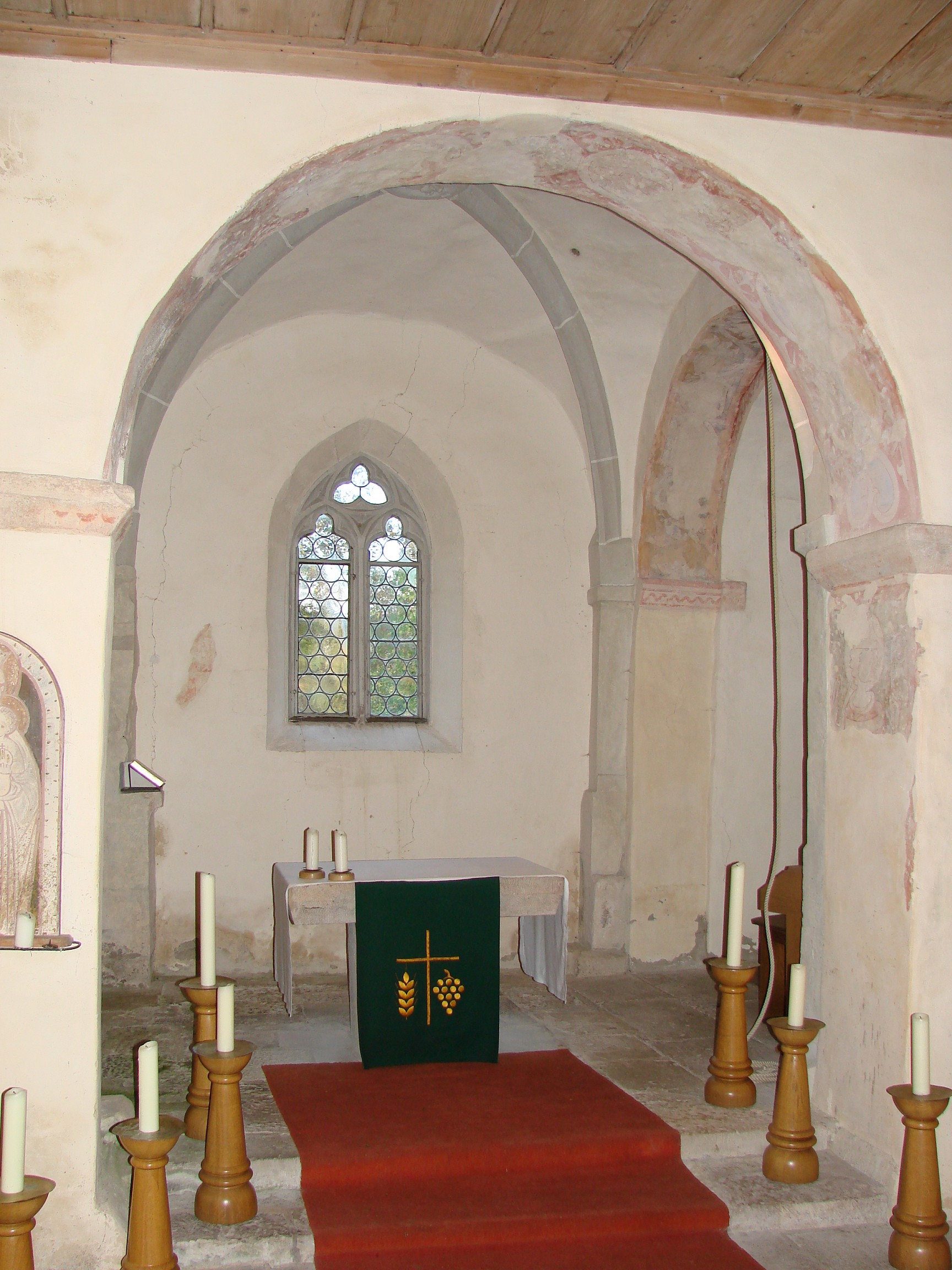
Башня
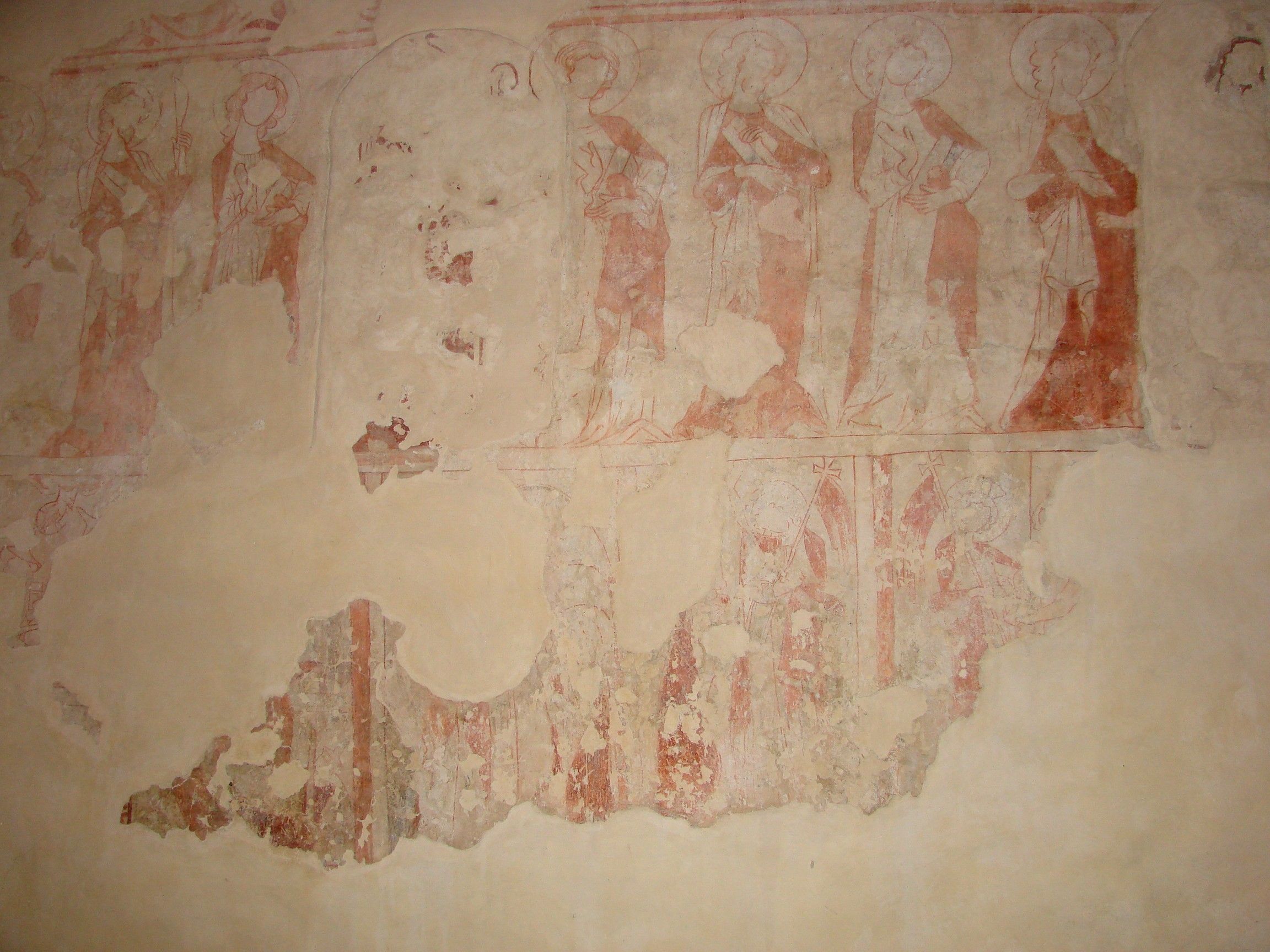
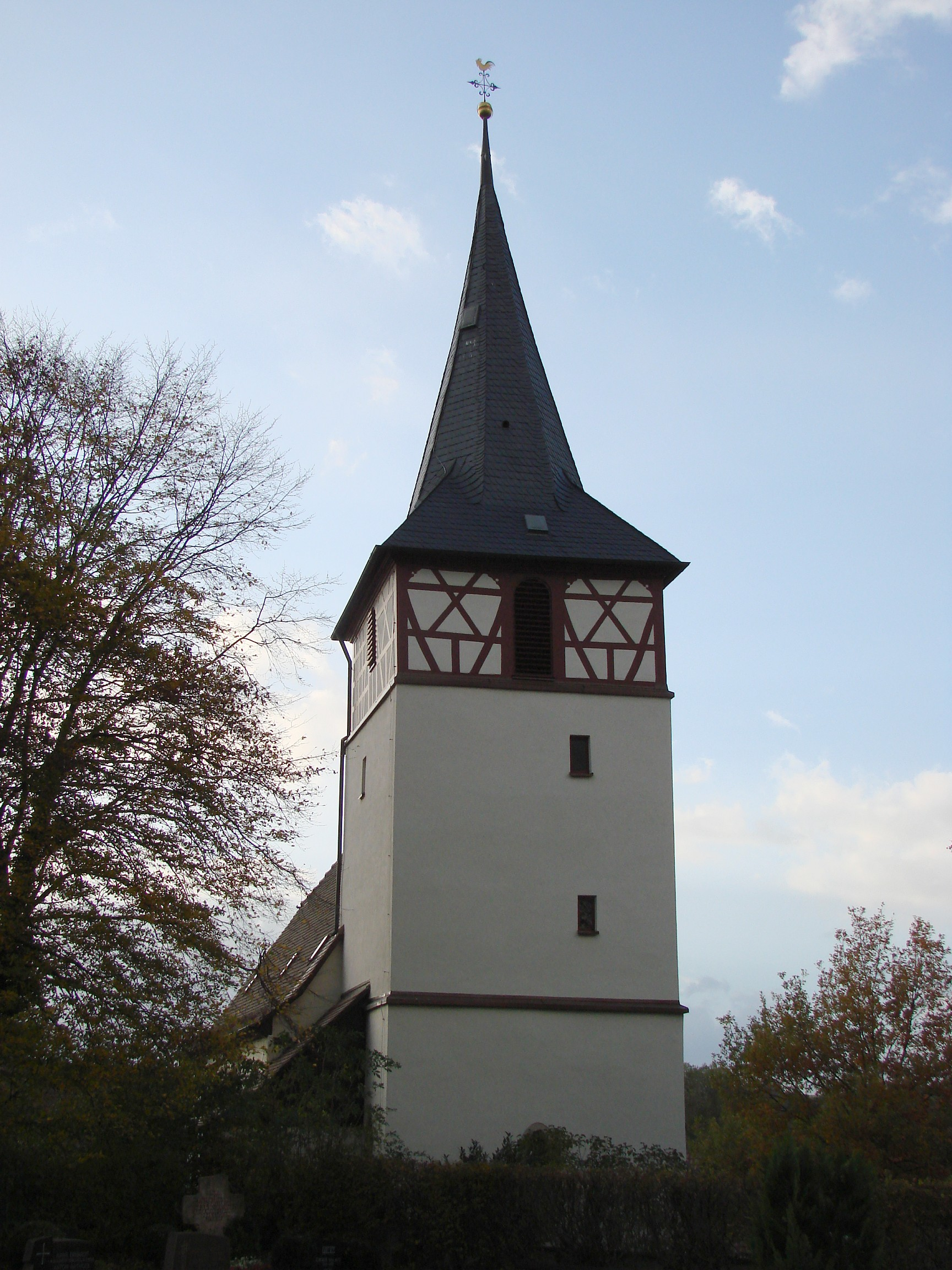